# Bredenbury
Bredenbury es un pueblo canadiense situado en la provincia de Saskatchewan.

## Superficie
Bredenbury tiene una superficie de 4,61 km².

## Demografía
En 2021, tenía 386 habitantes, una densidad poblacional de 83,7 hab./km², y 177 viviendas.